# Pan (Einheit)
Pan war ein französisches Längenmaß und war im südlichen Frankreich, hier besonders in Nizza und Marseille, verbreitet. Der Pan, der Begriff stand für Fuß, war 12 Pollici/Zoll lang.

## Allgemeine Angaben
- 1 Pan = 110 1/5 Pariser Linien = 248 Millimeter
- 8 Pans = 1 Canna[2]

## Nizza
- 1 Pan = 12 Pollici  (Zoll) = 117,074 Pariser Linien = 264,1 Millimeter[3]
- 12 Pans = 1 Trabucco

## Marseille
- 1 Pan = 111,528 Pariser Linien = 251,59 Millimeter[4]

## Korsika
- 1 Pan = 110,9 Pariser Linien = 250,1715 Millimeter

## Toulouse
- 14 Pan = 1 Perche/Rute